# Metropolia Bertoua
Metropolia Bertoua − jedna z 5 metropolii obrządku łacińskiego w kameruńskim Kościele katolickim ustanowiona 11 listopada 1994 roku.

## Diecezje wchodzące w skład metropolii
1. Archidiecezja Bertoua
2. Diecezja Batouri
3. Diecezja Doumé-Abong’ Mbang
4. Diecezja Yokadouma

## Biskupi metropolii
- Metropolita: Ks. Abp Joseph Atanga (od 2009) (Bertoua)
- Sufragan: Ks. Bp Faustin Ambassa Ndjodo (od 2009) (Batouri)
- Sufragan: Ks. Bp Jan Ozga (od 1997) (Doumé-Abong’ Mbang)
- Sufragan: Ks. Bp Eugeniusz Jureczko (od 1991) (Yokadouma)